# Intercontinental Cup hockey 1993
Het vijfde hockeytoernooi om de Intercontinental Cup had plaats van donderdag 19 augustus tot en met zaterdag 28 augustus 1993 in Poznań, Polen. De beste zes landen plaatsten zich voor het WK hockey 1994 in Sydney, Australië. 

## Poule-indeling
GROEP A:
- Canada, Cuba, Ierland, Maleisië, Spanje en Zuid-Korea

GROEP B:
- Argentinië, België, Frankrijk, India, Polen en Zuid-Afrika

## Eindklassering
1. Zuid-Korea*
2. Spanje*
3. India*
4. Argentinië*
5. Zuid-Afrika*
6. België*
7. Canada
8. Maleisië
9. Ierland
10. Cuba
11. Frankrijk
12. Polen

* = Geplaatst voor WK hockey 1994 in Sydney, Australië